# Burns Harbor (Indiana)
Burns Harbor es un pueblo ubicado en el condado de Porter en el estado estadounidense de Indiana. En el Censo de 2010 tenía una población de 1156 habitantes y una densidad poblacional de 65,79 personas por km².

## Geografía
Burns Harbor se encuentra ubicado en las coordenadas 41°37′13″N 87°7′27″O / 41.62028, -87.12417. Según la Oficina del Censo de los Estados Unidos, Burns Harbor tiene una superficie total de 17.57 km², de la cual 17.26 km² corresponden a tierra firme y (1.75%) 0.31 km² es agua.

## Demografía
Según el censo de 2010, había 1156 personas residiendo en Burns Harbor. La densidad de población era de 65,79 hab./km². De los 1156 habitantes, Burns Harbor estaba compuesto por el 95.42% blancos, el 1.82% eran afroamericanos, el 0.26% eran amerindios, el 0.26% eran asiáticos, el 0% eran isleños del Pacífico, el 1.12% eran de otras razas y el 1.12% pertenecían a dos o más razas. Del total de la población el 5.8% eran hispanos o latinos de cualquier raza.